# Прузинер, Стенли
Стенли Пру́зинер (англ. Stanley B. Prusiner; род. 28 мая 1942[…], Де-Мойн, Айова) — американский врач, лауреат Нобелевской премии по физиологии и медицине 1997 года. Доктор медицины, директор Института нейродегенеративных заболеваний и профессор неврологии Университета Калифорнии в Сан-Франциско, где трудится с 1972 года.
Член Национальных Академии наук (1992) и Медицинской академии США, а также Американского философского общества (1998), иностранный член Лондонского королевского общества (1997).

## Биография
Родители, Лоренс Прузинер и Мириам Спигел, — из семей еврейских иммигрантов из Российской империи; отец был архитектором.
Предки учёного жили в Минске, Шклове, Могилёве, Пружанах и Мире. В 1892 году его прадед, юрист Вульф Пружинер, был вынужден покинуть Москву в связи с указом о выселении евреев из города; в 1896 году он эмигрировал в Америку.
В 1969—1972 годах работал в Службе общественного здравоохранения США. Член Американской академии искусств и наук.
Нобелевский лауреат
В 1997 году Нобелевская премия по физиологии и медицине в области медицины досталась американцу Стенли Прузинеру за  открытие прионов — нового биологического источника инфекции, и за объяснение основных принципов его действия.
Прузинер добавил прионы в список хорошо известных инфекционных агентов, таких как бактерии, вирусы, грибы и другие паразиты. В нормальных условиях прионы — это безвредные клеточные белки, однако, они обладают природной способностью превращаться в устойчивые структуры, являющиеся причиной нескольких смертельных заболеваний головного мозга у людей и животных.
Прионовые болезни могут быть наследственными, передаваться от больного к здоровому животному или человеку, или возникать спонтанно. Пораженный участок мозга имеет характерную губчатую структуру, свидетельствующую об обширном поражении нервных клеток, что приводит к выраженным неврологическим симптомам, таким как снижение тонуса мышц, слабоумие, потеря памяти и бессонница.
Открытие Прузинера помогает понять биологические механизмы других деменций (по-латыни — приобретённое слабоумие), таких, например, как болезнь Альцгеймера и, возможно, скоро позволит создать новые лекарства и новую стратегию лечения этих заболеваний.
В 2016 году подписал письмо с призывом к Greenpeace, Организации Объединённых Наций и правительствам всего мира прекратить борьбу с генетически модифицированными организмами (ГМО).
Редактор 12 книг, автор более 350 научных работ. Имеет 50 патентов США. Автор мемуаров «Madness and Memory» (2014).

## Награды
- 1991 — Potamkin Prize[англ.]
- 1992 — Премия Макса Планка
- 1993 — Richard Lounsbery Award[англ.]
- 1993 — Международная премия Гайрднера
- 1993 — Премия Диксона
- 1994 — Премия Альберта Ласкера за фундаментальные медицинские исследования
- 1995 — Премия Пауля Эрлиха и Людвига Дармштедтера
- 1995/96 — Премия Вольфа по медицине
- 1996 — Премия Кэйо[англ.]
- 1996 — Grand Prix Charles-Leopold Mayer[англ.]
- 1997 — Zülch-Preis[нем.]
- 1997 — Премия Луизы Гросс Хорвиц
- 1997 — Нобелевская премия по физиологии и медицине
- 1998 — Медаль Бенджамина Франклина
- 2010 — Национальная научная медаль США в номинации «Биологические науки»